# 田中雄一
田中 雄一（たなか ゆういち）は、日本の漫画家。男性。既婚。「思い出は冷たい鉄の中に」がアフタヌーン四季賞2000年秋のコンテストで入賞。「小さな約束」がアフタヌーン四季賞2002年冬のコンテストで四季賞を受賞。その後「害虫駆除局」がアフタヌーン四季賞2009年春のコンテストで四季賞を受賞。『田中雄一作品集 まちあわせ』で「このマンガがすごい!2015」オトコ編第11位にランクインした。

## 人物
- 学生時代に『月刊アフタヌーン』（講談社）を購読していた[1]。
- アフタヌーン四季賞に応募したきっかけは、たまたま手に取った雑誌に四季賞の募集広告が載っていたから[1]。
- 好きな漫画は手塚治虫の『火の鳥』の鳳凰編と未来編[2]。
- 好きな映画は「エイリアン」と「ターミネーター[2]。
- ビデオカメラマンの仕事をしていた経験がある[2]。
- 高校時代に吹奏楽や管弦楽をしていた[2]。
- 学生時代には、漫画に活かすつもりで社会心理学を学んでいた[2]。

## 作品リスト
- 思い出は冷たい鉄の中に
- 小さな約束
- 害虫駆除局（『月刊アフタヌーン』2009年7月号付録「アフタヌーン四季賞ポータブル」）
- プリマーテス（『月刊アフタヌーン』2009年11月号）
- まちあわせ（『月刊アフタヌーン』2011年7月号）
- 箱庭の巨獣（『月刊アフタヌーン』2013年2月号）

## 師匠
- 富沢ひとし[2]

## 書誌情報
- 田中雄一作品集 まちあわせ（2014年6月23日発売、講談社、アフタヌーンKCDX、ISBN 978-4-06-377020-9、全1巻[3]）
  - 「害虫駆除局」「プリマーテス」「まちあわせ」「箱庭の巨獣」を収録。

### アンソロジー
- さよならの儀式 年刊日本SF傑作選（2014年刊、東京創元社）
  - 「箱庭の巨獣」を収録。
  - 同項目を参照。